# Colore (musica)
Nella teoria musicale medievale i termini colore e colorazione sono usati in quattro sensi diversi, due dei quali si riferiscono alla notazione e alla durata delle note, il terzo all'ornamentazione, e il quarto alla qualità della musica cromatica.

## Colorazione (notazione mensurale)

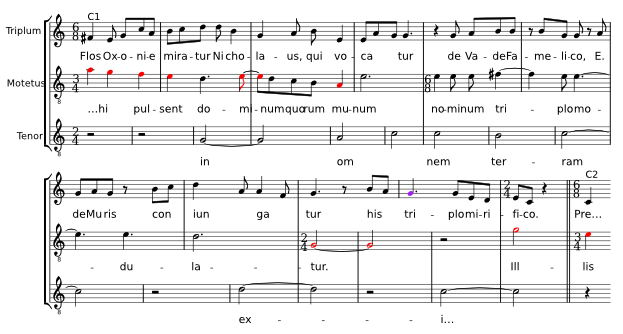
Esempio di musica della seconda metà del XIV secolo che impiega la colorazione per notare complessi effetti polimetrici. Le note scritte in rosso in questa trascrizione moderna sono scritte in rosso anche nell'originaria notazione mensurale. In ciascun caso, ciò indica che devono essere lette come note binarie ("imperfette"), non puntate; senza colorazione, si sarebbero lette come ternarie ("perfette", cioè puntate).

Come tecnica di notazione della notazione mensurale, il sistema di notare metri e ritmi in voga tra il XIV e il XVI secolo, la colorazione si riferisce alla pratica di marcare le note che presentavano una modifica nel loro valore di durata—in genere una riduzione a due terzi del loro valore normale. Ciò veniva indicato colorando letteralmente le teste delle note. Nel XIV secolo e nella prima metà del XV secolo, le note colorate erano tipicamente segnate in rosso, mentre le note normali erano nere; nel XVI secolo, lo stesso effetto si otteneva colorando le teste in nero, mentre le note normali erano lasciate vuote. Si potevano usare serie di note per indicare gruppi irregolari o emiolia.

## Colore (isoritmia)
Nelle composizioni isoritmiche, una tecnica compositiva caratteristica dei mottetti del XIV secolo e della prima metà del XV secolo, il termine colore o color si riferisce a una serie di note ripetute nel canto fermo tenore di una composizione. Il colore è tipicamente diviso in parecchie talee, serie che hanno la stessa serie ritmica. 

## Colorazione (ornamentazione)
Nella musica dal XVI al XVIII secolo, il termine colorazione si riferisce a una ricca ornamentazione, scritta o improvvisata, chiamata anche abbellimento, ma anche ai passaggi di ornamento libero chiamato coloratura nel XIX secolo.

## Colore (cromatismo)
Nel XIV e XV secolo, si usava il termine "colore" per riferirsi alla bellezza della scala cromatica, per gli effetti di musica ficta e alla divisione dell'intero tono in parti diseguali, in cui i risultanti intervalli "imperfetti" sono "colorati".